# گاوین کوان (بازیکن فوتبال)
گاوین کوان (انگلیسی: Gavin Cowan؛ زادهٔ ۲۴ مهٔ ۱۹۸۱) بازیکن فوتبال اهل بریتانیا است.
از باشگاه‌هایی که در آن بازی کرده‌است می‌توان به باشگاه فوتبال کانوی ایسلند، باشگاه فوتبال سولیهال مورس، باشگاه فوتبال نانیتون تاون، باشگاه فوتبال براینتری تاون، باشگاه فوتبال کیدرمینستر هاریرس، باشگاه فوتبال گینزبورو ترینیتی، باشگاه فوتبال تلفورد یونایتد، باشگاه فوتبال فلیتوود، باشگاه فوتبال گرایس اتلتیک، و باشگاه فوتبال شروزبری تاون اشاره کرد.